# لوکوتکی
لوکوتکی (انگلیسی: Lokotki) یک شهرک در منطقه شهری اوفای جمهوری باشقیرستان در کشور روسیه است.